# William Kong

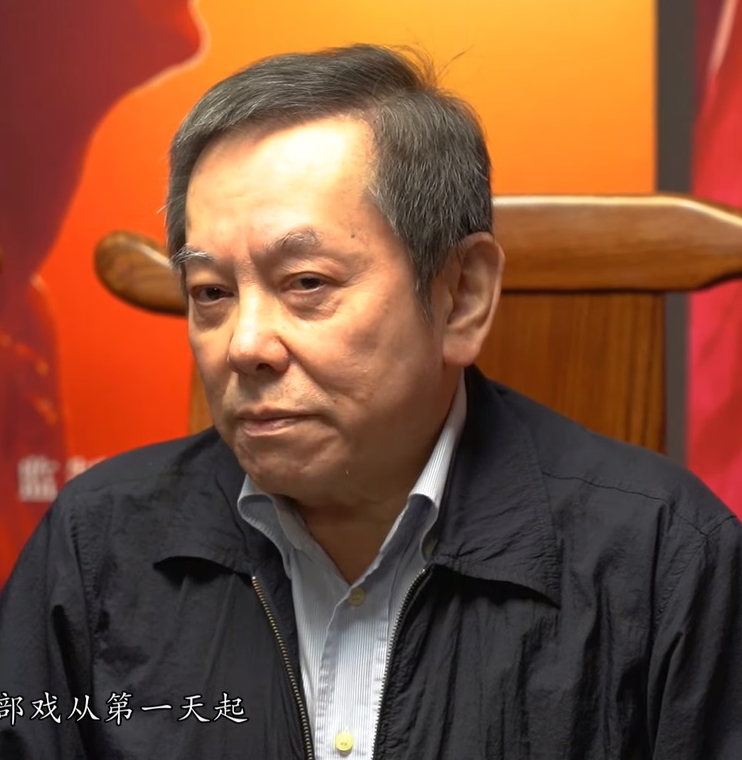
William Kong (2021)

William Kong, auch Bill Kong, (chinesisch 江志強 / 江志强, Pinyin Jiāng Zhìqiáng, Jyutping Gong1 Zi3koeng4, kantonesisch Kong Chi-Keung; * 1953, Foshan, China) ist ein chinesischer Filmproduzent aus Hongkong, dessen bekanntestes Werk Tiger and Dragon mit dem British Academy Film Award als Bester Film, dem Golden-Horse-Film-Festival-Award und dem Hong Kong Film Award ausgezeichnet und zudem für einen Oscar nominiert wurde.
Ebenfalls ausgezeichnet sind Riding Alone for Thousands of Miles (2006, „Bester Asiatischer Film“ – Hong Kong Film Awards) und Gefahr und Begierde (2007/08, „Bester Asiatischer Film“ – Hong Kong Film Awards und „Bester Film“ – Golden Horse Awards).
Kong ist Geschäftsführer des unabhängigen Medienunternehmens (Filmvertrieb, Filmproduktion, Kinokette) Edko Films Ltd. (安樂影片有限公司), das sein Vater (江祖貽) 1950 gegründete. Die Firma hat seit über 60 Jahren ihren Sitz in Hongkong. Sein Debüt Der blaue Drache wurde 1993 in der Kategorie „Bester Film“ des Tokyo International Film Festival ausgezeichnet.

## Filmografie (Auswahl)
- 1983: Salt and Pepper (Tiánjī guòhé)
- 1991: Finalgate (Fatal Mission)
- 2000: Tiger and Dragon
- 2002: Hero (2002)[6]
- 2004: House of Flying Daggers[6]
- 2004: Kung Fu Hustle[6]
- 2005: Riding Alone for Thousands of Miles (Qiān Lǐ Zǒu Dān Qí)
- 2006: Fearless (Huo Yuan Jia)
- 2007: Gefahr und Begierde (Se, jie)
- 2009: A Woman, a Gun and a Noodle Shop
- 2009: Blood – The Last Vampire
- 2011: The Flowers of War
- 2012: Cold War (2012) (Hánzhàn)
- 2012: First Time (2012) (Dìyīcì)
- 2013: Tales from the Dark 1 & 2
- 2013: Firestorm (2013)
- 2014: Rise of the Legend (Huáng Fēihóng zhī Yīngxióng yǒu mèng)
- 2015: Monster Hunt (Zhuōyāo jì)
- 2016: The Bodyguard (2016) (Tègōng Yéyé)
- 2018: Monster Hunt 2 (Zhuōyāo jì 2)
- 2020: Eine Sekunde (Yi miao zhong)
- 2020: Mulan (2020)[6]

Quelle: Hong Kong Movie Database